# Chuxiongosaurus
Chuxiongosaurus lufengensis
Genre
Espèce
Chuxiongosaurus est un  genre éteint de dinosaures sauropodomorphes du Jurassique inférieur. Les restes fossiles de l'unique espèce connue, Chuxiongosaurus lufengensis, ont été découverts dans la formation de Lufeng inférieure, dans la province chinoise du Yunnan.